# Syncretocarpus
Syncretocarpus, biljni rod iz porodice glavočika (Compositae) smješten u podtribus Helianthinae, dio tribusa Heliantheae.
Postoje 3 priznate zeljaste vrste,  sve su peruanski endemi.

## Vrste
1. Syncretocarpus ancashino Panero & A.Granda
2. Syncretocarpus sericeus S.F.Blake
3. Syncretocarpus similis S.F.Blake

## Sinonimi
Nema.